# Własność przemysłowa
Własność przemysłowa – rodzaj praw wyłącznych wynikających z narodowego, międzynarodowego lub regionalnego ustawodawstwa. Prawa te należy rozumieć nie tylko w kontekście przemysłu, ale także handlu i rolnictwa.

## Konwencja paryska
Zgodnie z Konwencją paryską o ochronie własności przemysłowej z 20 marca 1883 r., przedmiotem ochrony własności przemysłowej są:
- patenty na wynalazki,
- wzory użytkowe,
- rysunki i modele przemysłowe,
- znaki fabryczne lub handlowe,
- nazwa handlowa i oznaczenia pochodzenia lub nazwy pochodzenia,
- zwalczanie nieuczciwej konkurencji.

## Polskie prawo własności przemysłowej
Zgodnie z polskim prawem do przedmiotów własności przemysłowej zaliczamy:
1. projekty wynalazcze, w tym:
  - wynalazki,
  - wzory użytkowe,
  - wzory przemysłowe,
  - topografia układu scalonego,
  - projekty racjonalizatorskie,
2. znaki towarowe,
3. oznaczenia geograficzne,
4. ochrona konkurencji,
5. zwalczanie nieuczciwej konkurencji.

Tak daleko posunięte zróżnicowanie tego działu prawa jest wynikiem różnic w wyodrębnianiu jako dóbr niematerialnych (intelektualnych): przedmiotów własności artystycznej, naukowej i literackiej oraz przedmiotów własności przemysłowej.

## Źródła prawa
- Ustawa z 30 czerwca 2000 r. Prawo własności przemysłowej (Dz.U. z 2023 r. poz. 1170)
- Ustawa z 16 kwietnia 1993 r. o zwalczaniu nieuczciwej konkurencji (Dz.U. z 2022 r. poz. 1233)
- Konwencja związkowa paryska o ochronie własności przemysłowej z 20 marca 1883 (Dz.U. z 1922 r. nr 8, poz. 58)
- Konwencja związkowa paryska o ochronie własności przemysłowej - tekst ratyfikowany w roku 1931. msz.gov.pl. [zarchiwizowane z tego adresu (2007-09-27)]. (Dz.U. z 1932 r. nr 2, poz. 8)
- Konwencja o ustanowieniu Światowej Organizacji Własności Intelektualnej sporządzona w Sztokholmie 14 lipca 1967 r. (Dz.U. z 1975 r. nr 9, poz. 49)